# Philodicus nursei
Philodicus nursei är en tvåvingeart som beskrevs av Joseph och Parui 1990. Philodicus nursei ingår i släktet Philodicus och familjen rovflugor. Inga underarter finns listade i Catalogue of Life.